# اوتمن (آریزونا)
اوتمن (به انگلیسی: Oatman) یک منطقهٔ مسکونی در ایالات متحده آمریکا است که در شهرستان موهاوی، آریزونا واقع شده‌است. اوتمن ۰٫۵۰ کیلومتر مربع مساحت و ۱۲۸ نفر جمعیت دارد و ۸۲۶ متر بالاتر از سطح دریا واقع شده‌است.